# Lekkoatletyka na Letnich Igrzyskach Olimpijskich 1908 – bieg na 1500 m mężczyzn
Bieg na 1500 metrów mężczyzn był jedną z konkurencji lekkoatletycznych na letnich igrzyskach olimpijskich 1908 w Londynie, która odbyła się w dniach 13-14 lipca 1908. Uczestniczyło 44 zawodników z 15 krajów.

## Rekordy
Rekordy świata i olimpijskie przed rozegraniem konkurencji.
| Rekord świata     | 3:59,8(*)  | Harold Wilson | Londyn (GBR)      | 30 maja 1908    |
| Rekord olimpijski | 4:05,4(**) | Jim Lightbody | Saint Louis (USA) | 3 września 1904 |

(*) nieoficjalny
(**) Obwód bieżni 536.45 m

## Wyniki

### Półfinały
Półfinały zostały rozegrane 13 lipca. Z każdego półfinału awansował najszybszy zawodnik.
| Miejsce | Zawodnik                 | Państwo           | Czas   |
| ------- | ------------------------ | ----------------- | ------ |
| 1       | James Sullivan           | Stany Zjednoczone | 4:07,6 |
| 2       | Jim Lightbody            | Stany Zjednoczone | 4:08,6 |
| 3       | Frederick Meadows        | Kanada            | 4:12,2 |
| 4       | Francis Knott            | Wielka Brytania   | b.d    |
| 5       | Josh Smith               | Wielka Brytania   | b.d    |
| 6       | Louis Bonniot de Fleurac | Francja           | b.d    |
| 7       | Nils Dahl                | Norwegia          | b.d    |
| 8       | Ödön Bodor               | Węgry             | b.d    |
| 9       | Jacques Keyser           | Holandia          | b.d    |

| Miejsce | Zawodnik           | Państwo              | Czas      |
| ------- | ------------------ | -------------------- | --------- |
| 1       | Mel Sheppard       | Stany Zjednoczone    | 4:05,0 OR |
| 2       | John Halstead      | Stany Zjednoczone    | 4:05,6    |
| 3       | George Butterfield | Wielka Brytania      | 4:11,8    |
| 4       | John Lee           | Wielka Brytania      | (4:12,4)  |
| 5       | Joseph Lynch       | Australazja          | b.d       |
| 6       | Kjeld Nielsen      | Dania                | b.d       |
| 7       | Arno Hesse         | Cesarstwo Niemieckie | b.d       |

| Miejsce | Zawodnik           | Państwo           | Czas      |
| ------- | ------------------ | ----------------- | --------- |
| 1       | Norman Hallows     | Wielka Brytania   | 4:03,4 OR |
| 2       | Emilio Lunghi      | Włochy            | 4:03,8    |
| —       | Evert Björn        | Szwecja           | DNF       |
| —       | Massimo Cartasegna | Włochy            | DNF       |
| —       | Frank Riley        | Stany Zjednoczone | DNF       |
| —       | Charles Swain      | Australazja       | DNF       |

| Miejsce | Zawodnik           | Państwo           | Czas   |
| ------- | ------------------ | ----------------- | ------ |
| 1       | Vincent Loney      | Wielka Brytania   | 4:08,4 |
| 2       | Harry Coe          | Stany Zjednoczone | 4:09,2 |
| 3       | John McGough       | Wielka Brytania   | 4:16,4 |
| 4       | Stefanos Dimitrios | Grecja            | b.d    |
| 5       | Joseph Dréher      | Francja           | b.d    |

| Miejsce | Zawodnik          | Państwo            | Czas   |
| ------- | ----------------- | ------------------ | ------ |
| 1       | John Tait         | Kanada             | 4:12,2 |
| 2       | József Nagy       | Węgry              | 4:19,6 |
| 3       | Fredrik Svanström | Wlk. Ks. Finlandii | 4:25,2 |
| —       | Gaston Ragueneau  | Francja            | DNF    |

| Miejsce | Zawodnik        | Państwo              | Czas   |
| ------- | --------------- | -------------------- | ------ |
| 1       | Joseph Deakin   | Wielka Brytania      | 4:13,6 |
| 2       | Andreas Breynck | Cesarstwo Niemieckie | 4:30,0 |
| 3       | Arie Vosbergen  | Holandia             | 4:38,6 |

| Miejsce | Zawodnik          | Państwo         | Czas   |
| ------- | ----------------- | --------------- | ------ |
| 1       | Harold Wilson     | Wielka Brytania | 4:11,4 |
| 2       | Jean Bouin        | Francja         | 4:17,0 |
| 3       | William Galbraith | Kanada          | 4:20,2 |

| Miejsce | Zawodnik               | Państwo              | Czas   |
| ------- | ---------------------- | -------------------- | ------ |
| 1       | Ivo Fairbairn-Crawford | Wielka Brytania      | 4:09,2 |
| 2       | Edward Dahl            | Szwecja              | 4:10,4 |
| 3       | Hanns Braun            | Cesarstwo Niemieckie | 4:18,2 |
| 4       | Oscar Larsen           | Norwegia             | b.d    |
| 5       | François Delloye       | Belgia               | b.d    |
| 6       | Axel Andersson         | Szwecja              | b.d    |
| 7       | James Fitzgerald       | Kanada               | b.d    |

### Finał
Finał został rozegrany 14 lipca.
| Miejsce | Zawodnik               | Państwo           | Czas       |
| ------- | ---------------------- | ----------------- | ---------- |
| 1       | Mel Sheppard           | Stany Zjednoczone | 4:03,4 =OR |
| 2       | Harold Wilson          | Wielka Brytania   | 4:03,6     |
| 3       | Norman Hallows         | Wielka Brytania   | 4:04,0     |
| 4       | John Tait              | Kanada            | 4:06,8     |
| 5       | Ivo Fairbairn-Crawford | Wielka Brytania   | 4:07,6     |
| 6       | Joseph Deakin          | Wielka Brytania   | 4:07,9     |
| —       | Vincent Loney          | Wielka Brytania   | DNF        |
| —       | James Sullivan         | Stany Zjednoczone | DNF        |